# Закон Голдуотера — Николса
Закон Голдуотера-Николса — закон о реорганизации Министерства обороны США, принятый в 1986 году. Цель закона — перестроить командную структуру Вооружённых сил США. Назван в честь сенатора Барри Голдуотера (Аризона) и члена Палаты представителей Уильяма Флинта «Билл» Николса (Алабама). Был принят Палатой представителей (383 голоса за, 27 против) и Сенатом (95 за, 0 против). Подписан президентом Рональдом Рейганом 1 октября 1986 года.
Закон увеличил полномочия председателя Объединённого комитета начальников штабов и осуществил некоторые предложения «Комиссии Паскад», разработанные ею по запросу президента Рейгана в 1985 году. Это привело к наиболее радикальным изменениям в Государственном департаменте обороны со времён принятия Закона о национальной безопасности 1947 года. Среди других изменений, рационализация военного подчинения, которая стала проходить от президента через министра обороны непосредственно к единым боевым командирам, минуя службы начальников. Службы начальников стали исполнять консультативную роль для президента и министра обороны, а также отвечать за подготовку и оснащение персонала командования.

## История
Закон Голдуотера—Николса должен был исправить проблемы, связанные с межслужебным соперничеством, которое возникло во время войны во Вьетнаме, способствовало кризису с иранскими заложниками при спасательной операции в 1980 году, а также сопровождало вторжение на Гренаду в 1983 году.
Такие проблемы существовали ещё со времен Второй мировой войны, когда две независимые команды президента проводили свою линию, одна через министра военно-морских сил, а другая через министров армии и военно-воздушных сил. В 1947 году произошла реформа, когда все вооружённые силы были подчинены единому министру обороны.
Тем не менее, вооружённые силы США всё ещё организовались отдельными командами, которыми руководили начальники соответствующих служб (комендант корпуса морской пехоты, начальник военно-морских операций, начальников штабов армии и ВВС). Все они входили в Объединённый комитет начальников штабов, возглавляемый избранным председателем. В свою очередь Объединенный комитет начальников штабов взаимодействует с гражданским правительством. Председатель Объединённого комитета начальников штабов подчиняется министру обороны, гражданскому главе военного ведомства США. Оба, и председатель Объединённого комитета начальников штабов и министр обороны, подчиняются президенту Соединённых Штатов, который занимает должность командующего всех вооруженных сил США.
Эта система привела к контрпродуктивному соперничеству между службами. Деятельность в мирное время (например, закупки вооружений, создание доктрин и т. д.) каждая служба осуществляла независимо от других, что нередко приводило к дублированию, когда для каждой службы приходилось специально разрабатывать услуги в отдельности. Подобно тому, как серьезно, во время войны деятельность каждой службы были планировалась, выполнялась и оценивалась самостоятельно. Эта практика привела к разделению усилий, неспособности экономить бюджетные средства и тормозило развитие современной военной доктрины.
Разработка «Военных доктрин Airland» в конце 1970-х и начале 1980-х годов обнажило трудности координации между различными ветвями служб. Airland был попыткой объединить все возможности в одну доктрину. Это система наземных, морских, воздушных и космических систем, действующие как одно целая для разгрома противника. Во время реализации доктрины Airland стало ясно, что структура вооружённых сил блокировала реализацию этой концепции. Опыт вторжения в Гренаду в 1983 году показал рост проблем и низкую эффективность управления войсками. Хотя эффективность действий армии оказалось достаточной для успешного осуществления вторжения, правительство было озабоченно сложившейся ситуацией.

## Эффект
Закон внес радикальные изменения в способ управления вооруженными силами США. Первое успешное испытание Закон Голдуотера—Николса прошёл в 1991 году во время войны в Персидском заливе (операция «Буря в пустыне»), где система управления работала именно так, как было запланировано. Это позволило генералу армии Норману Шварцкопфу наиболее эффективно управлять объединёнными действиями морской пехоты, сухопутных войск, ВВС и флота без каких-либо межвидовых трений или ограничений.